# Longue Traboule
La Longue Traboule ou Grande Traboule est une traboule du Vieux Lyon, en France

## Localisation
La Longue Traboule relie le 27 rue du Bœuf et le 54 rue Saint-Jean.

## Description
La Longue Traboule est, comme son nom l'indique, la plus longue des traboules du Vieux Lyon. Elle traverse quatre immeubles distincts et comporte plusieurs petites cours successives.
La traboule est ouverte au public.